# Pons Langenscheidt

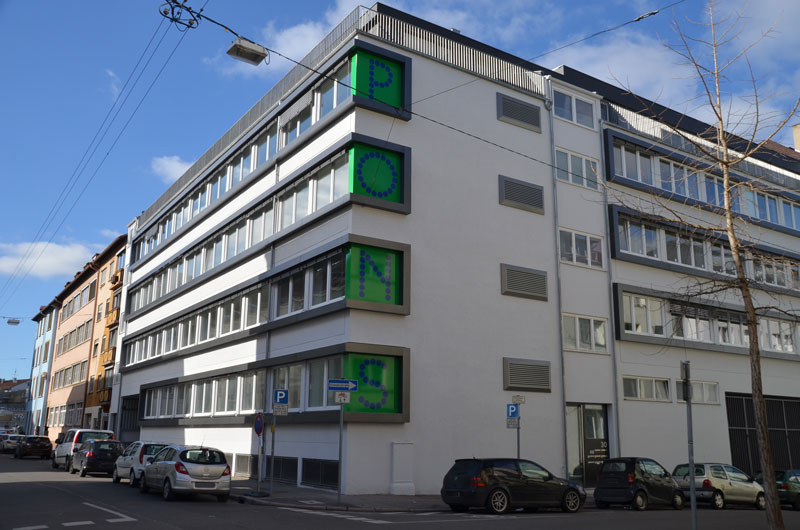
Siedziba PONS GmbH w Stuttgarcie

PONS Langenscheidt GmbH – niemieckie wydawnictwo założone w 1978 w Stuttgarcie.
Jest wydawcą drukowanych słowników tradycyjnych, słowników elektronicznych oraz książek i materiałów multimedialnych poświęconych nauce języków obcych. Pod międzynarodową marką PONS w charakterystycznej zielonej szacie graficznej wydawca ma w ofercie produkty do nauki 32 języków. W siedzibie głównej w Stuttgarcie zatrudnia ok. 50 pracowników. 
W Polsce PONS znany jest przede wszystkim z dostępnego bezpłatnie i finansowanego przez reklamy online „Wielkiego słownika niemiecko-polskiego i polsko-niemieckiego (opartego głównie o materiały do druku i stale rozbudowywanego), od lat jedynego tej wielkości profesjonalnego kompendium leksykograficznego w internecie.

## Działalność
Wydawnictwo Pons to firma-córka niemieckiego wydawcy podręczników Klett, w którego ofercie już od 1948 roku był słownik niemiecko-angielski, a od roku 1960 słownik niemiecko-francuski. Nazwa wydawnictwa pochodzi od łacińskiego słowa pons oznaczającego „most”. Krój czcionki słowników PONS opracował znany niemiecki typograf prof. Kurt Weidemann (twórca logo takich firm jak Mercedes-Benz, Porsche i Deutsche Bahn), a oryginalne wypunktowane litery logotypu PONS zaprojektował grafik i litograf Erwin Poell.

## Profil wydawniczy
W trakcie swojej działalności PONS wydał dziesiątki słowników, kursów, gramatyk, rozmówek, zestawów fiszek i poradników dla uczniów w wieku szkolnym, dorosłych i profesjonalistów na różnych poziomach – od początkujących do zaawansowanych. Korzystać z nich można także na urządzeniach mobilnych różnych platform i dostawców.

### Publikacje internetowe i mobilne
Od początku XXI wieku marka PONS publikuje książki również w internecie:
- Rok 2001: PONS publikuje pierwsze słowniki online z tłumaczeniami na angielski, francuski, włoski, polski i hiszpański, zawierającymi ok. 120 tys. słów i zwrotów.
- Od roku 2008 słowniki online finansowane są reklamami i znajdują się w stałej rozbudowie. Oferują ponad 10 milionów słów i zwrotów w słownikach z językiem angielskim, francuskim, włoskim, polskim, hiszpańskim, portugalskim, rosyjskim, słoweńskim, tureckim, greckim, niderlandzkim, łacińskim i innymi. Ogromna większość słów i zwrotów jest udźwiękowiona i może zostać zapisana w Trenerze Słownictwa PONS. Dodatkowo słownik obrazkowy ilustruje pojęcia wizualnie. Słowniki uzupełniono ponadto serwisem do automatycznego tłumaczenia całych tekstów na wiele języków oraz forum.
- Od roku 2009 oprócz słowników jedno- i dwujęzycznych PONS publikuje w internecie również Słownik Ortografii Niemieckiej „PONS – Die deutsche Rechtschreibung”, któremu towarzyszy „PONS-Deutschblog”, zajmuje się ogólnymi zagadnieniami związanymi z językiem niemieckim.

### Popularne serie wydawnicze
- Seria „Słowniki szkolne” – 45 tys. haseł i zwrotów dla uczniów gimnazjum, szkoły średniej, kursantów szkół językowych do nauki języka na poziomie początkującym i średnio zaawansowanym.
- Seria „Słowniki tematyczne i obrazkowe” – 20 tys. słów i zwrotów z przykładowymi zdaniami do nauki wyrazów w kontekście dzięki pogrupowaniu tematycznemu słownictwa; ilustracje zwiększają szanse na zapamiętanie leksyki.
- Seria „Mów jak rodowity...” – potoczny język spotkany na ulicy, porady dotyczące wymowy, testy.
- Seria „Last Minute audio” – rozmówki z nagraniami dostępnymi w „chmurze”, zawierające zwroty najczęściej używane w typowych sytuacjach za granicą w formie plików mp3 na komórkę.
- Seria „Fiszki. 333 słowa” – zestawy do systematycznej pracy nad słownictwem, podstawowe użyteczne i nietrudne słowa z przykładami użycia, nieregularne formy czasowników.
- Seria „W sam raz dla Ciebie” – multimedialne kursy językowe.
- Seria „Jak dobrze pisać po...” – przykłady i porady: wypracowanie, streszczenie, analiza tekstu, list motywacyjny i życiorys, prezentacja itp.